# جانشینی تاج و تخت ژاپن
جانشینی تاج و تخت ژاپن، خط فعلی جانشینی تخت پادشاهی ژاپن بر اساس قانون خاندان امپراتوری است. در حال حاضر، فقط مردان مستقیماً مجاز به تاج و تخت هستند.

## خط جانشینی فعلی
لیست زیر شامل تمام افرادی است که در حال حاضر واجد شرایط جانشینی تاج و تخت هستند.
- هیروهیتو (۱۹۰۱–۱۹۸۹)
  -  آکی‌هیتو (متولد ۱۹۳۳ میلادی)
    -  ناروهیتو (متولد ۱۹۶۰)
    - (۱) فومی‌هیتو، شاهزاده آکی‌شینو (متولد ۱۹۶۵)
      - (۲) شاهزاده هیساهیتو آکی‌شینو (متولد ۲۰۰۶)

  - (۳) ماساهیتو، شاهزاده هیتاچی (متولد ۱۹۳۵)

## تاریخ

### قانون خاندان امپراتوری ۱۸۸۹
قانون خانه امپراتوری ۱۸۸۹ اولین قانون ژاپن بود که جانشینی امپراتوری را تنظیم کرد. تا اکتبر ۱۹۴۷، زمانی که آن را لغو کرد و با قانون خاندان امپراتوری جایگزین شد، جانشینی تاج و تخت را تحت اصل حق اولویت اولین فرزند تعریف کرد.
در تمام موارد، جانشینی از بزرگ‌ترین وارث مرد تا کوچک‌ترین فرد انجام می‌شد (چ. اول: ماده ۳). در اکثر موارد، پسران مشروع و وارثان مذکر یک امپراتور بر کسانی که از زن غیراصلی به دنیا می‌آمدند، برتری داشتند. پسران نامشروع فقط در صورتی واجد شرایط موفقیت خواهند بود که هیچ وارث مرد دیگری در خط مستقیم وجود نداشته باشد. با این حال، فرزندان نامشروع امپراتور بر برادران مشروع امپراتور ارجحیت داشتند (فصل اول: ماده ۴). کسانی که در صف جانشینی از «بیماری‌های صعب العلاج روحی یا جسمی» رنج می‌برند، یا زمانی که «علت سنگین دیگری وجود دارد»، می‌تواند با مشورت شورای خانواده امپراتوری به ریاست امپراتور و پس از مشورت با شورای خصوصی شورا از صف جایگزینی حذف شوند. (چ اول: ماده 9).
در ۱۱ فوریه ۱۹۰۷، اصلاحیه ای در قانون خانه امپراتوری به منظور کاهش تعداد شاهزادگان امپراتوری در «شین‌نوکه» و «او-که»، شاخه‌های فرعی خانواده امپراتوری انجام شد. این دو از نسل پنجمین یا ششمین نوادگان یک امپراتور بودند. در این اصلاحیه، شاهزادگان باید خانواده امپراتوری را یا با فرمان امپراتوری یا با تحریم امپراتوری ترک کنند. سپس نام خانوادگی به آنها داده شد و مقام اشراف با عناوین اشرافی را به خود گرفتند و بدین ترتیب تابع شدند (ماده اول). از طرف دیگر، یک شاهزاده می‌تواند به‌طور رسمی در یک خانواده اشرافی پذیرفته شود یا به عنوان یک اشراف به ریاست یک خانواده امپراتوری برسد (ماده دوم). بر اساس شرایط اصلاحیه، آن شاهزادگان سابق و فرزندان آنها که خانواده امپراتوری را ترک کردند، از سلسله جانشینی کنار گذاشته شدند و در هر تاریخ در آینده از بازگشت به خانواده امپراتوری محروم شدند (ماده ششم).

## مناظره‌ها و مجادلات جانشینی دوره شووا

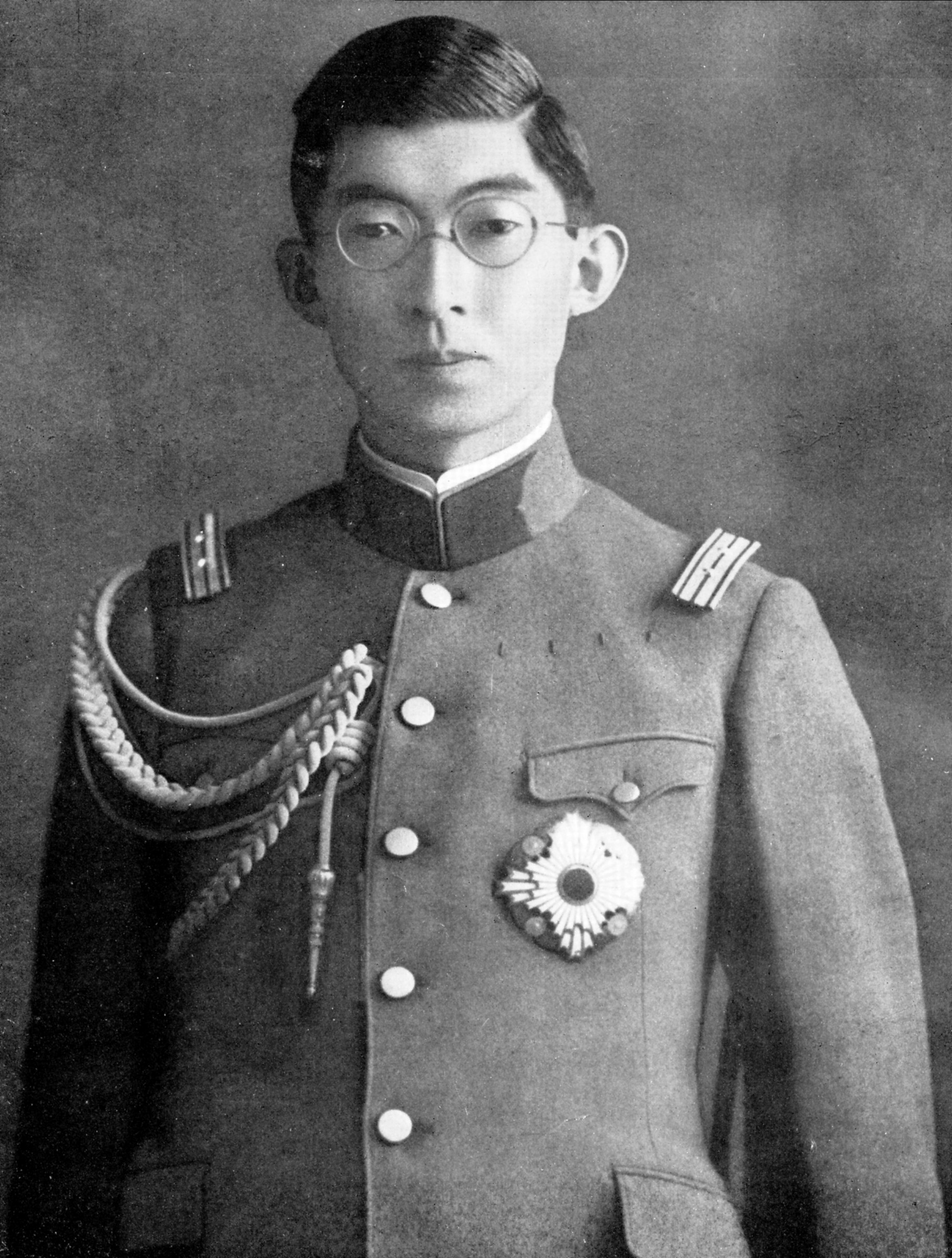
یاسوهیتو، شاهزاده چیچیبو

بحث در مورد جانشینی امپراتوری اولین بار در اواخر دهه ۱۹۲۰، پس از به قدرت رسیدن امپراتور شووا مطرح شد. امپراتور و امپراتریس در هشت سال اول ازدواجشان فقط دختر داشتند. در نتیجه، برادر کوچکتر امپراتور،
یاسوهیتو، شاهزاده چیچیبو، تا زمان تولد ولیعهد آکی‌هیتو در دسامبر ۱۹۳۳، در صف اول جانشینی باقی ماند و پس از آن وارث مقدر به سلطنت رسید. شاهزاده از روابط نزدیک با جناح راست در ارتش برخوردار بود. در اوایل دهه ۱۹۳۰، حمایت قوی او از جناح راه امپراتور در ارتش یک امر آشکار بود. او با چندین افسر جوان که بعدها در رهبری شورش در حادثه ۲۶ فوریه مؤثر بودند، دوستی قوی برقرار کرد.
تعداد زیادی از پیروان جناح راه امپراتور در ارتش، منتقد امپراتور به خاطر علایق علمی، رفتار خودپسندانه و صلح‌طلبی مفروضش بودند و او را فردی «متوسط» می‌دانستند که به راحتی توسط مشاوران فاسد تحت تأثیر قرار می‌گیرد. شاهزاده چیچیبو با تمایلات سیاسی خود با برادر بزرگتر خود مخالفت کرد و او در موارد متعددی او را به شدت مورد سرزنش قرار داد و ترتیبی داد که او را در موقعیت‌های غیر مهمی که می‌توانست با دقت بیشتری زیر نظرش داشته باشد قرار دهد. جدا از شاهزاده چیچیبو، شورشیان ۲۶ فوریه به حمایت ضمنی شاهزاده‌های آساکا و هیگاشیکونی، ژنرال‌های ارشد ارتش و شاهزادگان امپراتوری که رهبران جناح راه امپراتور بودند و روابط نزدیکی با گروه‌های راست‌گرای برجسته داشتند، متکی بودند. اگر امپراتور یا می‌مرد یا کشته می‌شد شاهزاده چیچیبو که مجبور به کناره‌گیری شده بود، به عنوان نایب‌السلطنه ولیعهد آکیهیتو از طرف راست‌گرایان حمایت قوی دریافت می‌کرد. با این حال، گزارش شده است که او پس از سرکوب شورش ۲۶ فوریه از افسران «راه امپراتوری» فاصله گرفت. با این حال، در سال ۱۹۳۸، شاهزاده سایونجی ابراز نگرانی کرد که شاهزاده چیچیبو ممکن است روزی تاج و تخت را با ابزارهای خشونت‌آمیز غصب کند. با این حال، در اکتبر سال ۱۹۴۰، شاهزاده چیچیبو به‌شدت مبتلا به سل ریوی شده بود و از آن زمان به بعد زندگی بازنشسته‌ای داشت. او بی سر و صدا در صف جانشینی به نفع برادرش شاهزاده تاکاماتسو، که شروع به انجام وظایف رسمی بیشتری کرد، گذشت. در مواقع اضطراری، شاهزاده تاکاماتسو قرار بود جانشینی برادرزاده اش ولیعهد را به عهده بگیرد.
در ژوئیه ۱۹۴۴، اگرچه ناامیدی تلاش‌های جنگی ژاپن پس از از دست دادن سایپان آشکار شد، امپراتور در دفاع از نخست‌وزیر توجو و دولتش اصرار ورزید و از برکناری او خودداری کرد. کیدو کوایچی، بی سر و صدا با فومیمارو کونوئه و عموی امپراتور ژنرال شاهزاده شاهزاده ناروهیکو هیگاشیکونی مشورت کرد، با تشخیص ادامه ممانعت امپراتور به شکست قطعی منجر شد. امپراتور را مجبور به کناره‌گیری از سلطنت به نفع پسرش ولیعهد کرد و شاهزاده تاکاماتسو را به عنوان نایب‌السلطنه اعلام کرد. در ۸ ژوئیه، این تصمیم به‌طور رسمی اتخاذ شد و شاهزاده تاکاماتسو چندین روز بعد آن را تأیید کرد. با این طرح، شاهزاده هیگاشیکنی جایگزین توجو به عنوان نخست‌وزیر می‌شود و تلاش می‌کند تا با متفقین به توافق برسد. با این حال، این طرح در نهایت به عنوان بسیار خطرناک رد شد. کونوئه به کیدو از شایعاتی اطلاع داده بود که اگر چنین وضعیتی پیش بیاید، رادیکال‌های ارتش کودتا می‌کنند و امپراتور را به منچوری می‌برند، که هنوز مکانی امن برای یک دولت در نظر گرفته می‌شود، یا یک امپراتوری جنگ‌جویانه‌تر را جایگزین او می‌کنند. شاهزاده در این رویداد، کیدو و کونوئه از نفوذ مادر امپراتور، امپراتریس تی‌می، شاهزاده تاکاماتسو و عموهایش شاهزاده‌های آساکا و هیگاشیکونی برای تحت فشار گذاشتن امپراتور برای درخواست استعفای توجو استفاده کردند. این استراتژی موفقیت‌آمیز بود و توجو در ۱۸ ژوئیه از سمت خود استعفا داد.

## قوانین جانشینی فعلی
ماده ۲ قانون اساسی ژاپن مقرر می‌دارد که «تخت سلطنتی باید سلسله‌ای باشد و مطابق با قانون خاندان سلطنتی که توسط رژیم تصویب شده است، جانشین شود». قانون خاندان امپراتوری که در نود و دومین و آخرین جلسه رژیم امپراتوری تصویب شد، محرومیت خاندان‌های زن را که در قانون ۱۸۸۹ وجود داشت، حفظ کرد. دولت نخست‌وزیر یوشیدا شیگه‌رو قوانینی را برای تطبیق خانه امپراتوری با قانون اساسی ژاپن که در مه ۱۹۴۷ اجرایی شد، تنظیم کرد. در تلاش برای کنترل اندازه خانواده امپراتوری، قانون تصریح می‌کند که فقط فرزندان مذکر مشروع می‌توانند سلسله باشند. که «نایشینو» (شاهزاده خانم‌های امپراتوری) و «جو» (شاهزاده خانم‌ها) در صورت ازدواج خارج از خانواده امپراتوری، وضعیت خود را به عنوان اعضای خانواده امپراتوری از دست می‌دهند. که «شیننو» (شاهزاده‌های امپراتوری)، به جز ولیعهد، «و» (شاهزاده‌ها)، شاهزاده خانم‌ها و شاهزاده خانم‌های امپراتوری مجرد، و بیوه‌های شاهزادگان و شاهزادگان امپراتوری می‌توانند بنا به درخواست خود یا در صورت اتفاق در شرایط خاص، عضویت خود را در خانواده امپراتوری با تصویب شورای خانه شاهنشاهی انصراف دهند. و اینکه امپراتور و سایر اعضای خانواده امپراتوری نباید فرزندانی را به فرزندی قبول کنند.
برای اینکه یک استعفای امپراتوری انجام شود، مانند آنچه که انتقال امپراتوری ژاپن در آوریل ۲۰۱۹ انجام شد، به قانون خاصی نیاز دارد و نمی‌تواند به صراحت توسط خود پادشاه بیان شود.

## بحران جانشینی دوره هه‌سه/ریوا
قبل از سپتامبر ۲۰۰۶، یک بحران جانشینی بالقوه وجود داشت، زیرا از زمان شاهزاده آکیشینو در سال ۱۹۶۵، هیچ فرزند پسری در خانواده امپراتوری متولد نشده بود. قانونی که به نوادگان زن یک امپراتور و فرزندان آنها اجازه می‌دهد تا به تخت سلطنت برسند. در ژانویه ۲۰۰۵، نخست‌وزیر جونیچیرو کویزومی یک هیئت ویژه از قاضی‌ها، استادهای دانشگاه و کارمندان دولت را برای مطالعه تغییرات در قانون کاخ سلطنتی و ارائه توصیه‌هایی به دولت منصوب کرد.
در ۲۴ ژانویه ۲۰۰۵، دولت ژاپن اعلام کرد که برای جلوگیری از اختلافات احتمالی جانشینی، به ولیعهد و ولیعهد اجازه می‌دهد تا یک فرزند پسر را به فرزندخواندگی بپذیرند. پذیرش از دیگر شاخه‌های مردانه خط امپراتوری یک سنت دیرینه امپراتوری ژاپن برای اهداف سلسله‌ای است که تنها در دوران مدرن پس از تصویب قانون اساسی ژاپن توسط آمریکا در سال ۱۹۴۷ ممنوع شد. این کودک احتمالاً از یکی از شاخه‌های امپراتوری سابق که پس از جنگ جهانی دوم موقعیت امپراتوری را از دست داده بود، به فرزندی پذیرفته می‌شد. با این حال، هیئتی از کارشناسان منصوب از سوی دولت، گزارشی را در ۲۴ نوامبر ۲۰۰۵ ارائه کردند که در آن توصیه می‌شد که قانون جانشینی امپراتوری برای اجازه حق اولویت نخستین فرزند اصلاح شود. تولد شاهزاده هیساهیتو به‌طور موقت این بحث را از فوریت رها کرد، اما همچنان موضوع بحث است.

### تغییرات پیشنهادی در قوانین جانشینی
همان‌طور که در بالا، جناح لیبرال دایت ملی نخست‌زادگی مطلق را پیشنهاد کرده است، که به زنان خاندان امپراتوری موجود اجازه می‌دهد به عنوان ملکه و همچنین وارث تولید کنند. شاهزاده توموهیتو میکاسا مانند چندین قانونگذار ژاپنی با معرفی اولیت مطلق مخالف بود.
جناح محافظه‌کار رژیم لغو لغو فوشیمی-نو-میا و خطوط شاخه آن، او-که را پیشنهاد کرده است. او-که‌ها از نسل مرد مستقیم امپراتور سوکو هستند که در سال ۱۳۹۸ درگذشتند. خانواده‌های اوکه از سال ۱۹۴۷ به عنوان اشراف در نظر گرفته نمی‌شوند و فرزندان آن‌ها در مشاغل خصوصی مختلف مشغول هستند.
یک نظرسنجی در سال ۲۰۰۵ نشان داد که ۷۱٪ از مردم ژاپن معتقدند خانواده امپراتوری باید در مورد مشکل جانشینی اطلاعات داشته باشد.
در نوامبر ۲۰۲۰، توصیه شد که بحث تا زمانی که خود شاهزاده هیساهیتو بالغ شود و شروع به تولید نسل کند، متوقف شود، این پیشنهاد به این دلیل مورد انتقاد قرار گرفته است که احتمالاً بحث را تا زمانی که زنان خاندان سلطنتی برای بچه‌دار شدن خیلی پیر شوند به تأخیر می‌اندازد، زیرا ازدواج آنها را از خاندان امپراتوری حذف می‌کند. اما چنین قانونی ممکن است عطف به ماسبق کند شاهزاده خانم‌ها به خانواده برمی گردند و این مشکل را حل می‌کنند.
در سپتامبر ۲۰۲۱، در نظر گرفته شد که قانون خانوار سلطنتی را اصلاح کند و به شاهزاده هیتاچی ۸۵ ساله اجازه دهد تا یک عضو مذکر از شاخه‌های فرعی خانواده امپراتوری را به فرزندخواندگی بپذیرد.

### افکار عمومی
نتایج نظرسنجی‌ها و نظرسنجی‌های مختلف در سال‌های اخیر سطوح بالایی از حمایت را از امپراتورهای سلطنتی نشان داده است. بر اساس یک نظرسنجی در سال ۲۰۰۵، ۸۵٪ از ژاپنی‌ها از امپراتورهای سلطنتی، ۷۱٪ از امپراتورهای مادرزادی و ۵۴٪ از اولیای مطلق حمایت می‌کنند.